# Jayden Stockley
Jayden Connor Stockley (* 15. September 1993 in Poole) ist ein englischer Fußballspieler, der bei Charlton Athletic unter Vertrag steht.

## Karriere
Jayden Stockley wurde in Poole, in der Grafschaft Dorset geboren. Seine Karriere startete er beim AFC Bournemouth in der größten Stadt der Region. Bis zum Jahr 2009 spielte Stockley in der Jugend des Vereins. Im September 2009 stand er unter Eddie Howe als 16-Jähriger erstmals im Profikader. Sein Debüt gab er einen Monat später in der Football League Trophy gegen Northampton Town. In den folgenden sieben Jahren wurde der Stürmer insgesamt achtmal verliehen. Darunter befanden sich Vereine aus der dritten und vierten Liga in England. Im Mai 2016 wurde er vom FC Aberdeen aus Schottland verpflichtet, nachdem er bei seiner letzten Leihstation bei Exeter City in 22 Spielen zehn Tore erzielen konnte. Bereits nach einer Saison in Aberdeen wechselte Stockley für eine Ablösesumme von 100.000 £ zu Exeter City. Anfang Januar 2019 schloss er sich für eine Ablöse von 750.000 £ dem Zweitligisten Preston North End an. Im Januar 2021 wechselte er auf Leihbasis für den Rest der Saison 2020/21 zum Drittligisten Charlton Athletic.
Nachdem er in der Rückrunde der EFL League One 2020/21 acht Treffer für sein neues Team erzielen konnte, verpflichtete ihn Charlton Athletic im Juni 2021 für drei Jahre auf fester Vertragsbasis.